# Shuvosaurus
Shuvosaurus is een geslacht van uitgestorven snavelreptielen uit het Laat-Trias van West-Texas. Ondanks dat hij oppervlakkig lijkt op een theropode dinosauriër, is hij eigenlijk nauwer verwant aan krokodilachtigen.

## Ontdekking en classificatie
Shuvosaurus werd in 1993 beschreven door Sankar Chatterjee nadat het in de vroege jaren 1990 werd ontdekt door zijn zoon Shuvo. Het werd aanvankelijk geïnterpreteerd als een Trias-lid van de dinosauriërfamilie Ornithomimidae uit het Krijt, omdat het tandeloze kaken had. Net als het onderbrengen van Protoavis bij de vogels, werd de plaatsing naast Ornithomimus van Shuvosaurus door anderen met scepsis begroet, en in hun monografie uit 1995 over tetrapoden uit het Laat-Trias uit het Amerikaanse zuidwesten beschouwden Robert Long en Philip Murry Shuvosaurus als mogelijk dezelfde soort als hun nieuwe taxon Chatterjeea, dat was gebaseerd op tien postcraniale skeletten die eerder door Chatterjee (1985) naar de rauisuchide Postosuchus waren verwezen, waarbij werd opgemerkt dat het materiaal van Shuvosaurus en Chatterjeea elkaar niet overlappen in termen van beschikbaar materiaal. Van zijn kant was Rauhut (1997, 2000, 2003) het eens met Long en Murry (1995) wat betreft het in twijfel trekken van de plaatsing in de Ornithomimiden van Shuvosaurus, maar classificeerde het als een basale theropode.
In de vroege jaren 2000 prepareerden Sterling Nesbitt en Mark Norell voorheen ongeopende gipsomhulsels van een archosauriër uit de Whitaker-steengroeve in Ghost Ranch, die ze in 2006 Effigia noemden. Deze ontdekking toonde aan dat Shuvosaurus nauwer verwant is aan krokodilachtigen, en dat overeenkomsten tussen dit dier en ornithomimiden het resultaat zijn van convergente evolutie, terwijl aangetoond werd dat het taxon Chatterjeea een jonger synoniem was van Shuvosaurus.